# Tolo (Oregon)
Tolo (korábban Willow Springs) az Amerikai Egyesült Államok északnyugati részén, Oregon állam Jackson megyéjében elhelyezkedő önkormányzat nélküli település.
Az alapítók úgy gondolták, hogy Willow Springs Dél-Oregon legnagyobb települése lesz.

## Története
A telepesek érkezése előtt a Rogue-völgyben a saszta, takelma, latgava és atapaszka indiánok éltek. Az 1820-as évektől a Hudson’s Bay Company szőrmekereskedői, míg az 1840-es években az Applegate Trailen érkező telepesek jártak erre. A Donation Land Act keretében sok fehér jutott földhöz, ami gyakran erőszakos konfliktusokhoz vezetett. A Table Rock-i egyezményt 1853. szeptember 10-én írták alá.

### A Table Rock-i egyezmény
A Table Rock-i egyezmény aláírásával létrejött az északnyugati régió első indián rezervátuma (Table Rock-i rezervátum), valamint az őslakosok védelmére 1853-ban erődöt építettek, amit Andrew Jackson Smith parancsnok fennhatósága alatt az 1. dragonyosezred két százada védett. Az 1855–1856-os Rogue-folyói háborút követően Joe Palmer indián ügyekért felelős hivatalnok elrendelte a rezervátum felszámolását és az őslakosok elköltöztetését a parti indián rezervátumba.

### Növekedése
Az őslakosok elköltöztetését követően a település növekedésnek indult. A posta 1864-ben nyílt meg, valamint számos bánya és gyár létesült. 1871-ben a belügyminiszter elrendelte az erőd felszámolását, amit magánbefektetőknek értékesítettek.
1886-ban Willow Springst Tolóra nevezték át. A hiedelmek szerint a kaliforniai Yolo megyére utalva az elnevezés Yolo lett volna, azonban a posta illetékesei az Y-t T-nek olvasták; az 1886-os kérelem alapján a Table Rock nevet választották, azonban a posta akkoriban a kéttagú neveket elutasította, így azt Tolóra írták át. A „tolo” kifejezés csinúk nyelven szerencsét jelent, ami a növekedés iránti reményekre utal.
Tolo földmérési térképét 1888-ban készíttette el Paine Page Prim korábbi bíró.
A helység a 20. század fordulóján hanyatlásnak indult. A posta 1897-ben zárt be; miután Frank H. Ray és Charles R. Ray New York-i testvérpár fejlesztésekbe kezdett, a következő évben újranyílt. A fivérek kőbányát nyitottak, ezért a helység beceneve „Építőváros” lett. 1902 és 1904 között megépítették Dél-Oregon első vízerőművét.

### Hanyatlása
1915-re nyilvánvalóvá vált, hogy a várt növekedés nem valósult meg. Ugyan a helységnek téglagyára, kőbányája, fűrészüzeme és több aranybányája is volt, a népesség mindössze 150 fő maradt. 1918-ban a vasútállomás és a posta is megszűnt. 1986-ban a megye a 474 telket és az utcákat köztulajdonná minősítette.

## Fejlesztési tervek
A térségben Jackson megye ipari parkot kíván létrehozni.

## Fordítás
- Ez a szócikk részben vagy egészben  a   Tolo, Oregon című angol Wikipédia-szócikk ezen változatának fordításán alapul.  Az eredeti cikk szerkesztőit annak laptörténete sorolja fel. Ez a jelzés csupán a megfogalmazás eredetét és a szerzői jogokat jelzi, nem szolgál a cikkben szereplő információk forrásmegjelöléseként.